# Agnes av Frankrike
Agnes av Frankrike, född 1171, död okänt år (efter 1204), var en bysantinsk kejsarinna, gift med Alexios II Komnenos och Andronikos I  Komnenos. Hon var dotter till kung Ludvig VII av Frankrike och Alix av Champagne. 

## Biografi
Det andra korståget startade 1145 på begäran av Melisende av Jerusalem. Bernard av Clairvaux reste runt i Frankrike och Tyskland och uppmanade furstar att rusta sig för att rädda Kungariket Jerusalem. Den bysantinske kejsaren Manuel I Komnenos kände till det första korståget, då de europeiska korsfararna hade plundrat Konstantinopel. Han förstärkte murarna runt staden och sökte samtidigt allians med någon europeisk makt.
Korståget blev ingen framgång. Det leddes av Konrad III av Tyskland och Ludvig VII av Frankrike. Kung Konrad tog inga råd av den bysantinske kejsaren och hans här var odisciplinerad och en stor del förgjordes turkiska styrkor. Konrad överlevde och anslöt sig till Kung Ludvigs armé. Tillsammans försökte de inta Jerusalem men lyckades inte. De angrep Damaskus, men där mötte de sultanen Nur ad-Din och resterna av Konrads armé slaktades.
Konrad III tog sig till Saint-Jean d’Acre och for sjövägen hem år 1148. Ludvig II lämnade Palestina året därpå på ett sicilianskt skepp.

### Giftermål
En äktenskapsallians mellan Bysantinska riket och Västeuropa hade rekommenderats av påven Alexander III redan år  1171. Efter ett besök av greve av Flandern 1178, beslöt kejsar Manuel Komnenos att sluta en sådan allians med Frankrike: han hade stått värd åt Ludvig VII under andra korståget 1147. Agnes trolovades med Manuels tronarvinge Alexios, född 1169 och i enlighet med avtalet sändes hon för att uppfostras hos sin blivande svärfamilj, något som inte var ovanligt under denna tid. 
Påsken 1179 embarkerade den åttaåriga Agnes ett genuesiskt fartyg i Montpellier. Första anhalt var Genua, där en flottilj om 19 fartyg anslöt och eskorterade Agnes och hennes uppvaktning till Konstantinopel. Vid ankomsten till Konstantinopel välkomnades hon av 70 hovdamer och stora festligheter ägde rum. Ärkebiskopen Eustathios från Thessalonike höll en välkomstpredikan för prinsessan Agnes.  Vigseln ägde rum i kejsarpalatset den 2 mars 1180. Vid vigseln fick hon officiellt namnet Anna. Hon var då nio år, medan Alexios var elva. 

### Kejsarinna
Annas svärfar Manuel dog den 24 september 1180. Annas make Alexios blev kejsare, men då han bara var 13 år blev hans mor Maria av Antiochia regent med en förmyndarregering. Maria var kontroversiell eftersom hon hade en latinsk bakgrund. 
Manuel hade utvisat sin kusin Andronikos Komnenos, som hade gjort anspråk på tronen. Andronikos återvände 1182 till Konstantinopel med en armé och anstiftade en massaker på stadens latinska befolkning Maria av Antiokia fängslades och avrättades senare. Andronikos begärde att bli medkejsare och förmyndare för Alexios,, vilket accepterades av befolkningen.
År 1182 avsattes och mördades Maria av Andronikos I  Komnenos, som tog makten som förmyndare för Alexios. Andronikos lät sedan kröna sig till Alexios medregent. Slutligen blev Alexios avsatt och mördad år 1183. Andronikos lät då viga sig vid den 12-åriga Agnes. 
När Andronikos hade krönts till medkejsare dödade han den omyndige Alexios i oktober 1183 genom att strypa honom. Han våldtog den unga kejsarinnan och gifte sig med den 50 år yngre Anna. 
I september 1185 utbröt ett uppror mot Andronikos, som tog med sig Agnes och sin mätress till fortet Cele vid Svarta havet. Sällskapet försökte fly till Ryssland, hindrades av dåligt väder och alla fördes tillbaka till Konstantinopel. Andronikos torterades och avrättades på Hippodromen till folkets jubel. Isaac II Angelos utropades till ny kejsare.

### Senare liv
Agnes nämns nästa gång år 1193, och hade då inlett ett livslångt förhållande med generalen Theodore Branas. 
Vid Konstantinopels fall 1204 behandlades Agnes med respekt av erövrarna genom sin status som före detta kejsarinna. Enligt rapporten hade hon ett dåligt rykte, och eftersom hon hade glömt franska språket tvingades de tala genom en tolk. Balduin I av Konstantinopel insisterade på att hon skulle gifta sig med sin livskamrat Branas, som gick i Balduins tjänst. 
Därefter nämns hon inte längre. Hennes dödsår har föreslagits vara 1220 eller 1240, men är obekräftat.